# Jenny Negri
Ana María Jenny Negri Luna (Lima, 18 de agosto de 1957) es una actriz y directora de teatro peruana.

## Biografía
Comenzó  en la televisión desde niña en el Programa del Tío Johnny y más adelante formaría parte del grupo las "Cincodelicas". Estudió en el club de teatro de lima realizando innumerables obras de teatro.

## Carrera Artística
A inicios de los años 80 sería parte del elenco de la serie cómica "El show de Rulito y Sonia" lo que le significaría un paso importante en su carrera en el mundo de la comedia. Le seguiría su participación en el programa de comedia Tulio de América, su nombre cobraría relevancia con su destacada interpretación de una secretaria despistada en la exitosa serie Los Detectilocos. Lo que le haría ganadora hasta en tres oportunidades al premio "CIRCE".  A finales de los años 90, se tomaría un breve descanso para casarse y formar una familia, teniendo algunas intervenciones en el programa cómico "Tulio A Cholocolor. "
Así como en los programas cómicos "Noche de estrellas " y "Sábado Bravazo" de la década del 2000. Su interpretación de una sirvienta chismosa en la serie "Esposos pero tramposos" sería bien recibida por el público. En la actualidad se ha centrado en la dirección teatral, y además pertenece a la congregación religiosa "Alianza Cristiana Misionera", donde realiza innumerables obras de teatro siendo la más elogiada la obra "Hay que matar Jesús".

## Trayectoria

### Programas
- Tío Johnny
- La Cincodelicas

### Series
- El Show de Rulito y Sonia
- Los Detectilocos
- Esposos pero Tramposos

### Comedias
- Tulio de América Cholocolor
- A Cholocolor
- Noche de estrellas
- Sábado Bravazo

## Teatro
- Extraña Pareja
- Salvar a los delfines
- Usted vino por el aviso?
- Annie
- Este loco amor
- Hay que Matar a Jesús

## Películas
- Se acabó el curro

## Premios y reconocimientos
- Premio Circe como mejor actriz de comedia en 1984, 1985 y 1986.